# Sannar-Damm
Der Sannar-Damm (arabisch خزان سنار, DMG Ḫazzān Sannār) ist eine Talsperre im Blauen Nil nahe der Stadt Sannar im Osten Sudans, die zwischen 1914 und 1925 zur Bewässerung des Gezira-Projektes errichtet wurde.

## Beschreibung
Der insgesamt 3025 m lange Sannar-Damm besteht aus einer 1750 m langen Gewichtsstaumauer mit geradlinigem Grundriss, die an den Ufern von 445 m bzw. 830 m langen Erdschüttdämmen mit Mauerwerkskernen eingefasst wird. Die Staumauer hat eine maximale Höhe von 40 m über dem tiefsten Fundament. Sie besteht aus einem Bruchstein-Zementmörtel-Mauerwerk, bei dem Granit aus einem nicht weit entfernten Steinbruch und Zement aus einer für den Dammbau errichteten Zementfabrik verwendet wurde. Ihr Fuß ist 27 m, ihre Krone ist 7 m breit. Auf der Krone fahren zwei große Kräne zur Bedienung der Tore. Anstelle der heutigen zweispurigen Straße fuhr ursprünglich eine Eisenbahn über den Sannar-Damm.
Die Staumauer enthält 80 Tore, ein kleines Kraftwerk mit 15 MW und die beiden jeweils 107 m breiten Auslassbauwerke für zwei rund 60 m breite Bewässerungskanäle, die zusammen einen Abfluss von 354 m³/s haben. Wenn sämtliche Tore der Staumauer geöffnet sind, sollen mehr als die berechneten höchsten Fluten des Blauen Nils passieren können.
Der Stausee hatte ursprünglich ein Volumen von 800 Mio. m³, das sich durch Sedimentation aber auf 500 Mio. m³ reduziert haben soll. Um die Sedimentation zu verlangsamen, wird der Stausee einmal jährlich bei steigender Flut abgelassen, um die Sedimente weitgehend auszuspülen.
Die beiden Kanäle dienen der Bewässerung des Gezira-Projektes. Sie verlaufen im natürlichen Gefälle fast geradlinig über 57 km nach Norden, wo sie auf getrennten Trassen in die weiteren Felder geführt werden.

## Geschichte
Der Bau des Sannar-Damms wurde 1914 von den Briten begonnen, kam aber nicht über die Baustelleneinrichtung hinaus, als der Erste Weltkrieg weitere Arbeiten unterbrach. 1919 wurden die Arbeiten fortgesetzt, mussten 1921 aber erneut abgebrochen werden, da die verfügbaren Mittel durch Preiserhöhungen der Baumaterialien erschöpft waren. 1922 wurde S. Pearson & Sons, Ltd., die Firma von Weetman Pearson, 1st Viscount Cowdray, mit den weiteren Bauarbeiten beauftragt. Im Juli 1925 war der Sannar-Damm fertiggestellt. Die Planung des Sannar-Damms war von Murdoch Macdonald erstellt worden, dem Berater des ägyptischen Bauministeriums, die Oberbauleitung (Engineer) hatte O. L. Prowde.